# Copa Luis B. Nofal
La Copa Luis B. Nofal fue un torneo amistoso de fútbol que lo disputaban los dos equipos más populares de la Argentina, Boca Juniors y River Plate en honor a Luis Nofal, uno de los fundadores de Torneos y Competencias y pioneros de las transmisiones deportivas por televisión, fallecido en 2010. La primera edición fue realizada en 2011 y la última edición se jugó en el verano de 2017.

## Historial
En esta lista se enumeran todos los campeones desde 2011 a 2017. 
| Año           | Campeón                    | Final Resultados | Subcampeón             | Sedes de la final                                                                        | Sedes de la final |
| ------------- | -------------------------- | ---------------- | ---------------------- | ---------------------------------------------------------------------------------------- | ----------------- |
| 2011 Detalles | Boca Juniors (1) Argentina | 2:0 1:1          | River Plate Argentina  | Estadio José María Minella, Mar del Plata Estadio Malvinas Argentinas, Ciudad de Mendoza |                   |
| 2012 Detalles | Boca Juniors (2) Argentina | 2:0 1:0          | River Plate Argentina  | Estadio Centenario, Ciudad de Resistencia Estadio Malvinas Argentinas, Ciudad de Mendoza |                   |
| 2013 Detalles | Boca Juniors (3) Argentina | 0:0 (5:4 pen.)   | River Plate Argentina  | Estadio Malvinas Argentinas, Ciudad de Mendoza                                           |                   |
| 2014 Detalles | River Plate (1) Argentina  | 2:1              | Boca Juniors Argentina | Estadio Malvinas Argentinas, Ciudad de Mendoza                                           |                   |
| 2015 Detalles | Boca Juniors (4) Argentina | 5:0              | River Plate Argentina  | Estadio Malvinas Argentinas, Ciudad de Mendoza                                           |                   |
| 2016 Detalles | River Plate (2) Argentina  | 1:0              | Boca Juniors Argentina | Estadio José María Minella, Mar del Plata Estadio Malvinas Argentinas, Ciudad de Mendoza |                   |
| 2017 Detalles | River Plate (3) Argentina  | 2:0              | Boca Juniors Argentina | Estadio José María Minella, Mar del Plata                                                |                   |

## Palmarés

### Títulos por equipo
| Equipo       | País      | Títulos | Subtítulos | Ediciones campeón   |
| ------------ | --------- | ------- | ---------- | ------------------- |
| Boca Juniors | Argentina | 4       | 3          | 2011-2012-2013-2015 |
| River Plate  | Argentina | 3       | 4          | 2014-2016-2017      |